# Riccardo Paletti
Riccardo Paletti (* 15. Juni 1958 in Mailand; † 13. Juni 1982 in Montreal, Kanada) war ein italienischer Automobilrennfahrer.

## Persönliches
Riccardo Paletti entstammte einer wohlhabenden Mailänder Unternehmerfamilie. Seine Eltern waren Arietto und Gianna Paletti. Arietto Paletti war seit 1950 in der Lombardei als Immobilienentwickler tätig und hatte unter anderem ein Bauunternehmen sowie einen Im- und Exportbetrieb, der japanische HiFi-Geräte der Marke Pioneer nach Italien einführte.
In seiner Jugend war Riccardo Paletti ein Karate-Kämpfer. Im Alter von 13 Jahren gewann er eine Karate-Jugendmeisterschaft. Er galt als talentierter Skifahrer und war als Teenager Mitglied der italienischen Jugendauswahl.

## Automobilsport
1978 begann Paletti Autorennen zu fahren. Der Vater förderte das Motorsportengagement in jeder Klasse maßgeblich und unterstützte jeweils die Teams seines Sohnes finanziell.

### Die Anfänge
Für die erste Formel-Ford-Saison investierte der Vater 50.000 US-Dollar (2025: ca. 240.000 US-Dollar). Bei seinem ersten Rennen lag Paletti 18 Runden lang in Führung, gewann aber letztlich nicht. Zweimal kam er in dieser Saison als Zweiter ins Ziel und beendete die italienische Formel-Ford-Meisterschaft auf Rang drei. 1979 ging er als Privatfahrer in der Italienischen Formel-3-Meisterschaft an den Start. Seine besten Ergebnisse waren zwei fünfte Plätze. In der ersten Hälfte der Saison 1980 gab es keine besseren Ergebnisse. Zur Saisonmitte wechselte Paletti in die nächsthöhere Formel.

### Formel 2
Palettis reguläres Engagement in der Formel-2-Europameisterschaft begann im Sommer 1980. Zuvor hatte er bereits im August 1979 – im zweiten Jahr seiner Motorsportkarriere – ein einzelnes Formel-2-Rennen bestritten, als er beim Gran Premio dell’Adriatico in Misano einen privat eingesetzten March 792 mit BMW-Motor gefahren war. In diesem Rennen war er nach einem Unfall ausgefallen. 
Das erste feste Formel-2-Cockpit erhielt Paletti zur Mitte der Saison 1980. Auf Vermittlung seines Vaters übernahm er im britischen Onyx-Team das Auto Johnny Cecottos, der zu Minardi gewechselt war. Bei zwei seiner vier Meisterschaftsrennen für Onyx kam er ins Ziel, erreichte aber keine Meisterschaftspunkte. Sein bestes Ergebnis war der achte Platz beim Gran Premio dell’Adriatico in Misano. Beim anschließenden Gran Premio di Monza wurde Paletti Dritter; allerdings hatte dieses Rennen keinen Meisterschaftsstatus.
1981 bestritt Paletti seine einzige komplette Formel-2-Saison. Er blieb bei dem von Mike Earle geleiteten Rennstall Onyx und war dessen einziger Fahrer in jenem Jahr. Das formal unabhängige Onyx-Team setzte einen March 812 ein, der Werksunterstützung erhielt. Paletti beendete das erste Saisonrennen in Silverstone auf Platz zwei hinter Mike Thackwell, und beim dritten Rennen in Thruxton wurde er Dritter. Zu dieser Zeit lag Paletti in der Zwischenwertung auf Platz drei der Meisterschaft, drei Punkte hinter dem seinerzeit führenden Thackwell. Danach kam es zu einem Einbruch. Mit Ausnahme des Gran Premio di Roma in Vallelunga, den Paletti als Sechster beendete, kam er bei den restlichen Saisonrennen entweder außerhalb der Punkteränge ins Ziel oder fiel vor Rennende aus. Am Ende der Saison belegte Paletti mit 11 Punkten Rang 10 der Fahrerwertung.

### Formel 1

#### Osella

Osella Corse

Nach nur einem vollen Jahr in der Formel 2 wechselte Paletti für die Saison 1982 in die Formel 1. Beobachter hielten diesen Schritt angesichts der geringen Erfahrungen für verfrüht. Arietto Paletti kaufte seinem Sohn ein Cockpit in dem kleinen Piemonteser Rennstall Osella, der seit 1980 in der Formel 1 vertreten war und von Beginn an unter technischen und wirtschaftlichen Problemen litt. Der Preis für die Osella-Saison wurde in einigen Quellen mit 1.000.000 US-Dollar (2025: ca. 3.251.000 US-Dollar) angegeben. Teil des Geschäfts war außerdem der Bau einer Teststrecke hinter Osellas Werkshallen in Volpiano, den Palettis Bauunternehmen durchführte; außerdem brachte Paletti Pioneer als Sponsor zu Osella.
Bei Osella fuhr Paletti neben dem deutlich erfahreneren Franzosen Jean-Pierre Jarier. Sein Teamchef Enzo Osella bestätigte 2012 rückblickend, dass Paletti keinerlei Erfahrung im Umgang mit Formel-1-Autos hatte. Daran änderte sich im Laufe des Jahres 1982 nur wenig. Aus wirtschaftlichen Gründen gab Osella ihm nur wenig Gelegenheit zu Testfahrten. Aus Furcht vor Unfällen ließ man Paletti außerdem nur das veraltete Vorjahresmodell FA1B testen, sodass er sich nicht an das aktuelle Einsatzfahrzeug Osella FA1C gewöhnen konnte.

#### Der Saisonverlauf

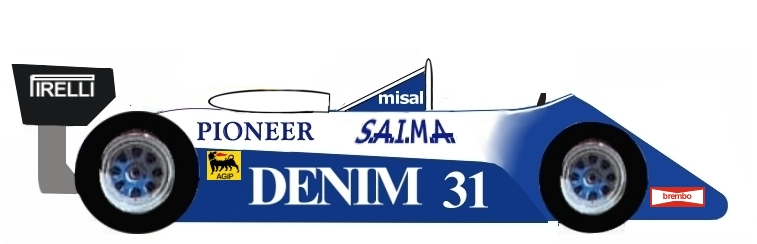
Osella FA1C (1982)

Osella meldete Paletti zu allen Rennen der Saison 1982. Bei den ersten drei Läufen scheiterte er jeweils in der Vorqualifikation bzw. der eigentlichen Qualifikation. 
Beim Großen Preis von San Marino lag Paletti nach dem Training an 32. Stelle und hätte eigentlich wiederum nicht am Rennen teilnehmen können. Weil allerdings zahlreiche Teams wegen sportpolitischer Streitigkeiten das Rennen selbst boykottierten, reduzierte sich das Teilnehmerfeld auf 14 Fahrer. Damit konnten beide Osella-Fahrer am Rennen in Imola teilnehmen. Palettis Trainingszeit reichte nur für den vorletzten Startplatz. Ein Motorenproblem vor Rennbeginn verhinderte es, in die Startaufstellung zu fahren, sodass Paletti aus der Boxengasse starten musste. Er war damit Letzter des Feldes. Nach sieben Runden brach die Aufhängung des Osella, woraufhin Paletti ausfiel.
In Belgien scheiterte Paletti erneut an der Vorqualifikation, während sein Teamkollege Jarier seinen baugleichen Osella FA1C für den 18. Startplatz qualifizierte. Zwei Wochen später in Monaco qualifizierte sich keiner der beiden Osella-Fahrer. 
Beim Großen Preis der USA Ost auf dem Straßenkurs von Detroit gelang Paletti erstmals die Qualifikation bei einem regulär besetzten Starterfeld. Er erreichte den 23. Startplatz und lag damit einen Startplatz hinter Jarier, dessen Rundenzeit eine Sekunde besser gewesen war. Allerdings nahm Paletti am Rennen nicht teil. Im Aufwärmtraining am Sonntagmorgen war er von der Strecke abgekommen und hatte seinen FA1C so stark beschädigt, dass er nicht mehr rechtzeitig zum Rennbeginn repariert werden konnte. Das Team versuchte daraufhin, das einzige Ersatzauto für Paletti herzurichten. Im weiteren Verlauf des Aufwärmtrainings löste sich allerdings der Feuerlöscher in Jariers Auto durch einen Fehler aus, sodass auch dieses Fahrzeug für das Rennen nicht einsatzbereit war. Das Team gab daraufhin den Ersatzwagen an Jarier, während Paletti nicht startete.
Paletti war zunehmend unzufrieden mit der Art, wie das Osella-Team arbeitete. Er fühlte sich benachteiligt und vermutete, dass die Sponsorgelder seines Vaters in erster Linie dazu dienten, Jariers Auto konkurrenzfähig zu halten. Während der Überseerennen in Nordamerika bemühte er sich deshalb um ein anderes Cockpit. Es gibt Berichte, nach denen sein ehemaliges Formel-2-Team Onyx bereit war, Palettis Formel-1-Einsatz in der Saison 1983 zu organisieren. Anderen Berichten zufolge wollte er Osella nach dem Großen Preis von Kanada in jedem Fall verlassen.

#### Tödlicher Unfall in Montreal
Beim Großen Preis von Kanada auf dem Circuit Île-Notre-Dame in Montreal konnte sich Paletti für die vorletzte Startreihe auf einem der damals schnellsten Rennkurse der Weltmeisterschaft qualifizieren. Paletti absolvierte hier seinen ersten regulären Start bei einem Formel-1-Rennen. Beim Start blieb der auf der Pole-Position stehende Didier Pironi stehen. Das Feld konnte das Hindernis umfahren; der direkt vor Paletti startende Raul Boesel schleuderte mit seinem March 821 gerade noch am Ferrari vorbei. Paletti dagegen fuhr mit etwa 200 km/h in das Heck des Ferrari. Pironi kam ohne Verletzung davon. Mit dem Rennarzt Sid Watkins und einigen Streckenposten machte er sich sofort an die Befreiung Palettis. Obwohl die vordere Verkleidung des Fahrzeugs entfernt werden konnte, kam man an das eingeklemmte Opfer nicht heran. Die Lenksäule des Osella hatte sich in Palettis Brust gebohrt. Paletti war bewusstlos. Während der Rettungsbemühungen brach Feuer aus; es konnte aber gelöscht werden. Dennoch dauerte die Befreiung länger als eine halbe Stunde. Kurz nach der Einlieferung in die Klinik starb Paletti an seinen Brust- und inneren Verletzungen.
Das Rennen wurde zunächst unterbrochen und später erneut gestartet. Osella verzichtete auf die Teilnahme am Rennen. Für den Rest der Saison setzte das Team nur ein Fahrzeug ein.

## Nachwirkung
Paletti ist bis heute der einzige Formel-1-Fahrer, der bei einem Grand Prix von Kanada ums Leben kam und – bis zum Großen Preis von San Marino 1994 in Imola, bei dem im Qualifikationstraining am Samstag Roland Ratzenberger und am Sonntag während des Rennens Ayrton Senna tödlich verunglückten – für lange Zeit der letzte Tote an einem Rennwochenende in der Formel 1. Sein Unfall intensivierte noch einmal die Diskussion um die Sicherheit in der Formel 1, die bereits nach dem Tod Gilles Villeneuves im selben Jahr verstärkt geführt worden war. Sowohl Villeneuve als auch Paletti saßen in Rennwagen mit einem Alublech-Verbund-Monocoque. John Barnard hatte für den Typ MP4/1 von McLaren jedoch bereits ein Monocoque aus kohlenstofffaserverstärktem Kunststoff eingeführt; auch der Lotus des Jahres 1982 war bereits so konstruiert. Diese Bauweise setzte sich zur weiteren Verbesserung der passiven Sicherheit durch und wurde technischer Standard.
Die Rennstrecke Autodromo Riccardo Paletti bei Varano de’ Melegari wurde nach dem Fahrer benannt.

## Statistik

### Statistik in der Formel-1-Weltmeisterschaft
Diese Statistik umfasst alle Teilnahmen des Fahrers an der Formel-1-Weltmeisterschaft.

#### Gesamtübersicht
| Saison | Team                 | Chassis     | Motor                | Rennen | Siege | Zweiter | Dritter | Poles | schn. Rennrunden | Punkte | WM-Pos. |
| ------ | -------------------- | ----------- | -------------------- | ------ | ----- | ------- | ------- | ----- | ---------------- | ------ | ------- |
| 1982   | Osella Squadra Corse | Osella FA1C | Ford Cosworth DFV V8 | 2      | –     | –       | –       | –     | –                | –      | –       |
| Gesamt | Gesamt               | Gesamt      | Gesamt               | 2      | –     | –       | –       | –     | –                | –      |         |

#### Einzelergebnisse
| Saison | 1    | 2   | 3   | 4    | 5    | 6   | 7   | 8 | 9 | 10 | 11 | 12 | 13 | 14 | 15 | 16 |
| ------ | ---- | --- | --- | ---- | ---- | --- | --- | - | - | -- | -- | -- | -- | -- | -- | -- |
| 1982   |      |     |     |      |      |     |     |   |   |    |    |    |    |    |    |    |
| DNQ    | DNPQ | DNQ | DNF | DNPQ | DNPQ | DNS | DNF |   |   |    |    |    |    |    |    |    |

| Legende  | Legende            | Legende                                                          |
| Farbe    | Abkürzung          | Bedeutung                                                        |
| -------- | ------------------ | ---------------------------------------------------------------- |
| Gold     | –                  | Sieg                                                             |
| Silber   | –                  | 2. Platz                                                         |
| Bronze   | –                  | 3. Platz                                                         |
| Grün     | –                  | Platzierung in den Punkten                                       |
| Blau     | –                  | Klassifiziert außerhalb der Punkteränge                          |
| Violett  | DNF                | Rennen nicht beendet (did not finish)                            |
| Violett  | NC                 | nicht klassifiziert (not classified)                             |
| Rot      | DNQ                | nicht qualifiziert (did not qualify)                             |
| Rot      | DNPQ               | in Vorqualifikation gescheitert (did not pre-qualify)            |
| Schwarz  | DSQ                | disqualifiziert (disqualified)                                   |
| Weiß     | DNS                | nicht am Start (did not start)                                   |
| Weiß     | WD                 | zurückgezogen (withdrawn)                                        |
| Hellblau | PO                 | nur am Training teilgenommen (practiced only)                    |
| Hellblau | TD                 | Freitags-Testfahrer (test driver)                                |
| ohne     | DNP                | nicht am Training teilgenommen (did not practice)                |
| ohne     | INJ                | verletzt oder krank (injured)                                    |
| ohne     | EX                 | ausgeschlossen (excluded)                                        |
| ohne     | DNA                | nicht erschienen (did not arrive)                                |
| ohne     | C                  | Rennen abgesagt (cancelled)                                      |
| ohne     | keine WM-Teilnahme |                                                                  |
| sonstige | P/fett             | Pole-Position                                                    |
| sonstige | 1/2/3/4/5/6/7/8    | Punktplatzierung im Sprint-/Qualifikationsrennen                 |
| sonstige | SR/kursiv          | Schnellste Rennrunde                                             |
| sonstige | *                  | nicht im Ziel, aufgrund der zurückgelegten Distanz aber gewertet |
| sonstige | ()                 | Streichresultate                                                 |
| sonstige | unterstrichen      | Führender in der Gesamtwertung                                   |